# The Abandoned (Star Trek: Deep Space Nine)

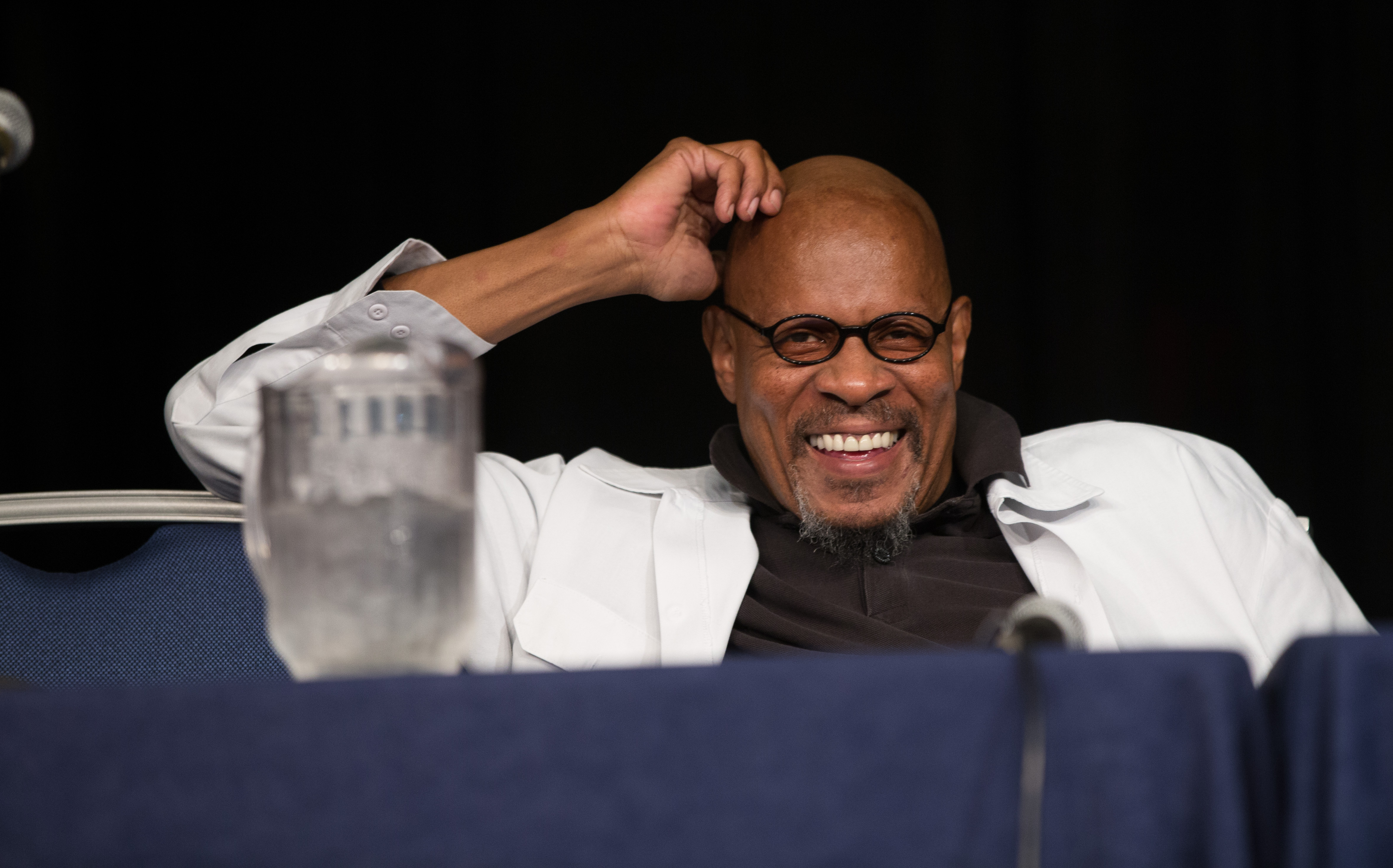
Avery Brooks dirigeix i interpreta a Sisko en aquest episodi

"The Abandoned" és el sisè episodi de la tercera temporada de la sèrie de televisió de ciència-ficció estatunidenca Star Trek: Deep Space Nine, el 52è de tota la sèrie. Originalment es van emetre en redifusió a partir del 31 d'octubre de 1994. Fou dirigit per Avery Brooks en base a un guió de D. Thomas Maio i Steve Warnek. Brooks va dirigir un total de nou episodis en aquesta sèrie.
Ambientada al segle XXIV, la sèrie segueix les aventures a Espai Profund 9, una estació espacial situada prop d'un forat de cuc estable entre els Quadrants Alfa i Gamma de la Via Làctia, prop del planeta Bajor, mentre els bajorans es recuperen d'una brutal ocupació de dècades pels imperialistes cardassians. El Quadrant Gamma és la llar del Domini, un imperi hostil governat pels canviants, que manté el control a través dels seus soldats modificats genèticament, els Jem'Hadar. En aquest episodi, un nadó alienígena desconegut abandonat que es troba a bord de l'estació es converteix en un Jem'Hadar adult (interpretat per Bumper Robinson).

## Argument
Es troba un nadó entre les restes d'una nau que el taverner Quark (Armin Shimerman) compra com a recuperació. El nen creix a un ritme fenomenal, desenvolupant-se en aparença fins a convertir-se en un nen de vuit anys en només unes hores. El Dr. Bashir (Alexander Siddig) determina que el nen és el resultat de l'enginyeria genètica. A mesura que el noi continua desenvolupant-se, la seva agressivitat, la seva aparença en evolució i la seva reverència pel cap de seguretat Odo (un canviant rebel) revelen que és Jem'Hadar.
Odo (René Auberjonois) convenç el comandant Sisko (Avery Brooks) que el noi no hauria de ser enviat al Comandament de la Flota Estel·lar com a espècimen per ser estudiat. Creu que pot controlar el noi perquè Jem'Hadar està criat per servir als canviants. Odo intenta mostrar al noi, físicament ara un adolescent, opcions per a la seva vida a part de la violència, però l'únic impuls del noi sembla ser lluitar. Quan es descobreix que la Flota Estel·lar ha enviat una nau per prendre els Jem'Hadar per la força, l'adolescent treu un faser i es nega a seguir-lo. Odo insisteix a retornar el noi al Quadrant Gamma i Sisko hi accedeix de mala gana.
En una trama secundària, el fill del comandant Sisko, Jake (Cirroc Lofton), surt amb una dona gran anomenada Mardah (Jill Sayre), que és una noia Dabo al bar de Quark. El comandant Sisko està molt preocupat i convida Mardah a sopar. Tot i que originalment tenia la intenció d'intervenir i acabar la relació, el comandant descobreix a través de Mardah un costat ocult del seu fill i s'adona que se li ha de permetre florir.

## Actors convidats
- Bumper Robinson - el Jem'Hadar
- Jill Sayre - Mardah
- Leslie Bevis - capità Boslic

## Producció
Ira Steven Behr volia produir un altre episodi amb els recentments introduïts Jem'Hadar. Tanmateix, no hauria de girar principalment al voltant d'una altra batalla, ja que considerava que un nou enemic perd el terror si els protagonistes aconsegueixen derrotar-lo massa ràpidament.

## Recepció
En una ressenya de l'episodi per a Tor.com el 2013, Keith DeCandido li va donar una puntuació de 7 sobre 10, dient que Brooks "va dirigir de manera meravellosa". Va descriure la trama B amb Jake i Mardah com a "convincent" i va elogiar les actuacions de Cirroc Lofton i Jill Sayre.

## Llançament
L'episodi es va estrenar el 3 de juny de 2003 a Amèrica del Nord com a part del conjunt de DVD de la temporada 3. Aquest episodi es va publicar el 2017 en DVD amb la sèrie completa de 48 discs coberta, que tenia 176 episodis i material addicional.
L'episodi es va estrenar el 3 d'agost de 1999 als Estats Units en LaserDisc, juntament amb "Second Skin". El disc òptic de doble cara tenia una durada total de 92 minuts de vídeo NTSC.
"Second Skin" i "The Abandoned" es van estrenar en VHS al Regne Unit en una casset,Star Trek: Deep Space Nine 3.3 - Second Skin/The Abandoned.